# غوين غريفيثز
غوين غريفيثز (بالإنجليزية: Gwen Griffiths) هي منافسة ألعاب القوى جنوب أفريقية، ولدت في 30 أغسطس 1967 في ديربان في جنوب أفريقيا.

## وصلات خارجية
- غوين غريفيثز على موقع الاتحاد الدولي لألعاب القوى (الإنجليزية)
- غوين غريفيثز على موقع اللجنة الأولمبية الدولية (الإنجليزية)
- غوين غريفيثز على موقع أوليمبيديا (الإنجليزية)
- غوين غريفيثز على موقع اتحاد ألعاب الكومنولث (مؤرشف) (الإنجليزية)